# Barrage du Kaleköy supérieur
Le Barrage du Kaleköy supérieur, également connu sous le nom de Barrage Yukarı Kaleköy, est un barrage poids actuellement en construction sur la rivière Murat, près de la ville de Kalen, dans le Solhan (district de Bingöl), dans l'est de la Turquie. La construction du barrage a commencé en 2012, et devrait être achevée en 2018. C'est l'un des six grands barrages prévus pour cette rivière. Son objectif principal est la production d' énergie hydroélectrique, et il sera relié à une centrale hydroélectrique de 636,6 MW. Les 150 m de haut du barrage retiendront un réservoir de 783 800 000 m3. Il appartient à Kalehan Energy Generation. 

## Voir également
- Barrage inférieur de Kaleköy - en construction en amont
- Barrage d'Alpaslan-2 - en construction en amont
- Barrage de Beyhan I - en aval